# مرسيدس فيلا
مرسيدس فيلا (بالإسبانية: Mercedes Vila Juárez)‏ هي فيزيائية وباحثة إسبانية، ولدت في 1975 في مدريد في إسبانيا.